# Tour de l'Aude Cycliste Féminin
Il Tour de l'Aude Cycliste Féminin era una corsa a tappe femminile di ciclismo su strada che si teneva annualmente nel dipartimento dell'Aude, in Francia.
Organizzato per la prima volta nel 1985 da Jean Thomas, si svolgeva nel mese di maggio nell'arco di circa dieci giorni. A partire dal 1998, con la morte di Jean Thomas, l'organizzazione passò in carico alla figlia Anne-Marie. Dal 2005 al 2010 il Tour fu inserito nel Calendario internazionale femminile UCI come prova di classe 2.1 (2.2 nel 2008). Dopo l'edizione 2010 venne annullato per problemi logistici e finanziari.

## Albo d'oro
Aggiornato all'edizione 2010.
| Anno | Vincitrice           | Seconda              | Terza                     |
| ---- | -------------------- | -------------------- | ------------------------- |
| 1985 | Janelle Parks        | Denise Burton        | Imelda Chiappa            |
| 1986 | Phyllis Hines        | Virginie Lafargue    | Alla Jakovleva            |
| 1987 | Maria Canins         | Tamara Poljakova     | Jeannie Longo             |
| 1988 | Jeannie Longo        | Maria Canins         | Lisa Brambani             |
| 1989 | Cecile Odin          | Nadežda Kibardina    | Sara Neil                 |
| 1990 | Catherine Marsal     | Leontien van Moorsel | Denise Kelly              |
| 1991 | Leontien van Moorsel | Catherine Marsal     | Inga Thompson             |
| 1992 | Julie Young          | Maria Paola Turcutto | Inga Thompson             |
| 1993 | Jeannie Longo        | Leontien van Moorsel | Marion Clignet            |
| 1994 | Catherine Marsal     | Rasa Polikevičiūtė   | Aleksandra Koljaseva      |
| 1995 | Valentina Polchanova | Rasa Polikevičiūtė   | Svetlana Bubnenkova       |
| 1996 | Aleksandra Koljaseva | Svetlana Bubnenkova  | Catherine Marsal          |
| 1997 | Linda Jackson        | Svetlana Bubnenkova  | Heidi Van De Vijver       |
| 1998 | Fabiana Luperini     | Valentina Polchanova | Catherine Marsal          |
| 1999 | Lyne Bessette        | Hanka Kupfernagel    | Heidi Van De Vijver       |
| 2000 | Hanka Kupfernagel    | Mirjam Melchers      | Géraldine Loewenguth      |
| 2001 | Lyne Bessette        | Judith Arndt         | Susanne Ljungskog         |
| 2002 | Judith Arndt         | Valentina Polchanova | Edita Pučinskaitė         |
| 2003 | Judith Arndt         | Lyne Bessette        | Susanne Ljungskog         |
| 2004 | Trixi Worrack        | Judith Arndt         | Kimberly Bruckner-Baldwin |
| 2005 | Amber Neben          | Trixi Worrack        | Kristin Armstrong         |
| 2006 | Amber Neben          | Susanne Ljungskog    | Trixi Worrack             |
| 2007 | Susanne Ljungskog    | Trixi Worrack        | Judith Arndt              |
| 2008 | Susanne Ljungskog    | Judith Arndt         | Trixi Worrack             |
| 2009 | Claudia Häusler      | Trixi Worrack        | Marianne Vos              |
| 2010 | Emma Pooley          | Mara Abbott          | Emma Johansson            |